# ISO/IEC 9126
ISO/IEC 9126 – międzynarodowa norma oceny jakości oprogramowania utworzony w 1991 r. przez Międzynarodową Organizację Normalizacyjną.
Norma składa się z czterech części:
- Model jakości – opisuje cechy charakterystyczne systemu. Skupia się zarówno na standardzie, w którym program powinien być napisany oraz na badaniu oczekiwań użytkowników;
- Metryki zewnętrzne – składa się z metryk, dzięki którym można mierzyć charakterystyki oprogramowania, by ustalić zachowania systemu np. w fazie testowania czy początków użytkowania programu;
- Metryki wewnętrzne – umożliwiają one pomiar charakterystyk systemu w fazie wczesnej implementacji;
- Wykorzystanie metryk jakości – raport techniczny zawierający zestaw przykładowych metryk opracowanych dla charakterystyk programu w cyklu życia oprogramowania[2].

## Charakterystyki oprogramowania
Norma określa następujące charakterystyki:
- Funkcjonalność – atrybuty definiujące funkcje i właściwości oprogramowania. Funkcje te mają spełniać wyrażone wprost lub niewyrażone potrzeby użytkownika.
  - Odpowiedniość
  - Dokładność
  - Interoperacyjność
  - Zgodność
  - Bezpieczeństwo

- Niezawodność – atrybuty opisujące zdolność systemu do wykonywania i utrzymywania wymagań dotyczących jego stabilności działania.
  - Dojrzałość
  - Odporność na błędy
  - Zdolność do odtworzenia

- Użyteczność – składa się z atrybutów informujących o nakładzie pracy niezbędnej do łatwości poruszania się po oprogramowaniu.
  - Łatwość zrozumienia
  - Łatwość nauki
  - Operatywność

- Wydajność – atrybuty wydajności opisują powiązanie między wydajnością systemu a wykorzystywanymi zasobami.
  - Wykorzystanie czasu
  - Wykorzystanie zasobów

- Utrzymywalność – zbiór atrybutów określa nakład pracy potrzebny do wprowadzenia modyfikacji do oprogramowania
  - Łatwość analizy
  - Łatwość wprowadzania zmian
  - Stabilność
  - Łatwość testowania

- Przenośność – w jej skład wchodzą atrybuty dotyczące zdolności oprogramowania do przenoszenia się między środowiskami
  - Łatwość adaptacji
  - Zgodność
  - Łatwość instalacji
  - Łatwość zastąpienia[3]

## Historia
Normę ISO/IEC 9126 wydano 19 grudnia 1991 r.
15 czerwca 2001 r. ISO/IEC 9126:1991 zostało zastąpione przez ISO/IEC 9126:2001
1 marca 2011 r. ISO/IEC 9126 zostało zastąpione przez ISO/IEC 25010:2011

## Zastosowanie normy
Poddanie analizie atrybutów i charakterystyk systemu pozwala na:
- Określenie wymagań jakościowych programu;
- Ocenę specyfikacji systemu przez pryzmat zgodności z wymaganiami jakościowymi;
- Opis atrybutów oprogramowania;
- Ocenę pozafunkcjonalną programu przed rozdystrybuowaniem go;
- Ocenę oprogramowania przed ostateczną zgodą na rozwiązanie[1].